# Tramite amicizia
Tramite amicizia è un film del 2023, diretto ed interpretato da Alessandro Siani.

## Trama
Lorenzo possiede un'agenzia che offre amici a noleggio. Qualunque persona che cerca conforto, compagnia o semplicemente un consiglio trova in lui un aiuto.

## Produzione
Il film è stato girato quasi interamente a Ferrara e a Parigi nell’estate del 2022.

## Distribuzione
Il film è stato distribuito nelle sale cinematografiche italiane a partire dal 14 febbraio 2023.

## Promozione
Il primo trailer del film è stato diffuso il 17 gennaio 2023.

## Accoglienza

### Incassi
Nella prima settimana di programmazione ha incassato 1053789 €, con un incasso totale di 3219950 €.

### Critica
Pedro Armocida di MYmovies.it assegna al film 2 stelle su 5, affermando che sebbene il cast sia composto da «un corollario di comprimari perfetti che sostiene tutto il film», con riserva su Valeria Angione e Claudio Colica, Siani cerca «la rottura di qualsiasi fantasmatica quarta parete» attraverso una sua narrazione con cui «ammicca disperatamente la complicità dello spettatore». Anche Federico Pontiggia della Rivista del cinematografo non rimane particolarmente colpito dal film, in cui la sceneggiatura è stata impostata su «un affastellamento di gag non sempre riuscite e battute non sempre centrate» che «si tramuta in guazzabuglio poetico, scompenso drammaturgico, faciloneria stilistica», e trovando Max Tortora «troppo grande per il nostro piccolo cinema».